# 1932 у футболі
Нижче наведені футбольні події 1932 року у всьому світі.

## Засновані клуби
- Віган Атлетік (Англія)
- Реал Сарагоса (Іспанія)

## Національні чемпіони
- Аргентина: Рівер Плейт
- Англія: Евертон
- Ісландія: КР
- Іспанія: Реал Мадрид
- Нідерланди: Аякс (Амстердам)
- Німеччина: Баварія (Мюнхен)
- Польща: Краковія
- Україна ( УСРР): Харків
- Шотландія: Мотервелл